# Eudonia melanographa
Eudonia melanographa is een vlinder uit de familie grasmotten (Crambidae). De wetenschappelijke naam is voor het eerst geldig gepubliceerd in 1907 door Hampson.
De soort komt voor in Europa.